# ブルネーズ
ブルネーズ（英：Bullnese）とは、アメリカ合衆国のフロリダ州原産の愛玩用の犬種である。変わった外見を持ちながら、親種の欠点を打ち消せる犬種を作出するために実験的に作出された。

## 歴史
20世紀末、上記の事を行えるかどうか調べるための実験として、フレンチ・ブルドッグの雄とペキニーズの雌をかけ合わせた個体をもとに5世代ほどのブリーディングを続けて改良して出来た犬種である。作出は成功し、愛玩用の犬種として親種よりも安価な値段で販売されているが、他の愛玩用の交雑犬種と同じく意味のないものであるとして親種のブリーダーから厳しい批判を受けている。現在はアメリカ合衆国内だけでペットとして飼育されているが、新しい犬種のため、今後消滅するか存続するかは分かっていない。

## 特徴
少しマズルの短いフレンチ・ブルドッグの頭部と、なめらかで厚い短毛の生えた体格を持つ。短足でがにまたのため、不思議な歩き方をする。こうもり耳、垂れ尾で体高は15～30cm、体重5～11kg。性格は人懐こいがやや頑固である。毛色の制限は無い。

## 参考
『デズモンド・モリスの犬種事典』（誠文堂新光社）デズモンド・モリス著書、福山英也、大木卓訳 誠文堂新光社、2007年